# Mueda
Mueda ist eine Ortschaft im Distrikt Mueda der Provinz Cabo Delgado im Norden Mosambiks mit etwa 2000 Einwohnern (Schätzung 2005). Die Stadt ist mosambikweit für das Massaker von Mueda vom 16. Juni 1960 bekannt, bei dem portugiesische Soldaten zahlreiche Einwohner erschossen.

## Geschichte

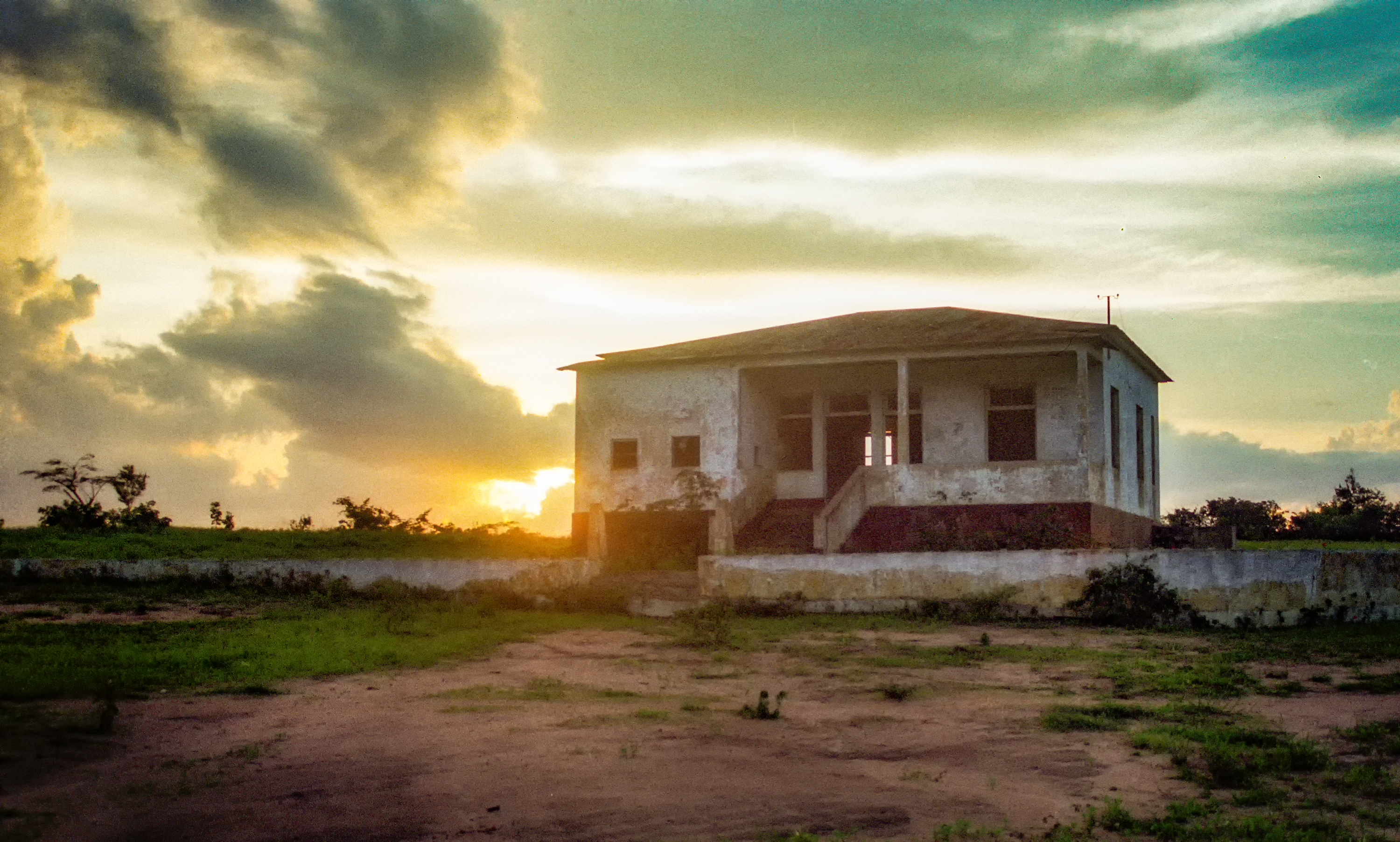
Hauptplatz von Mueda, Ort des Massakers von 1960

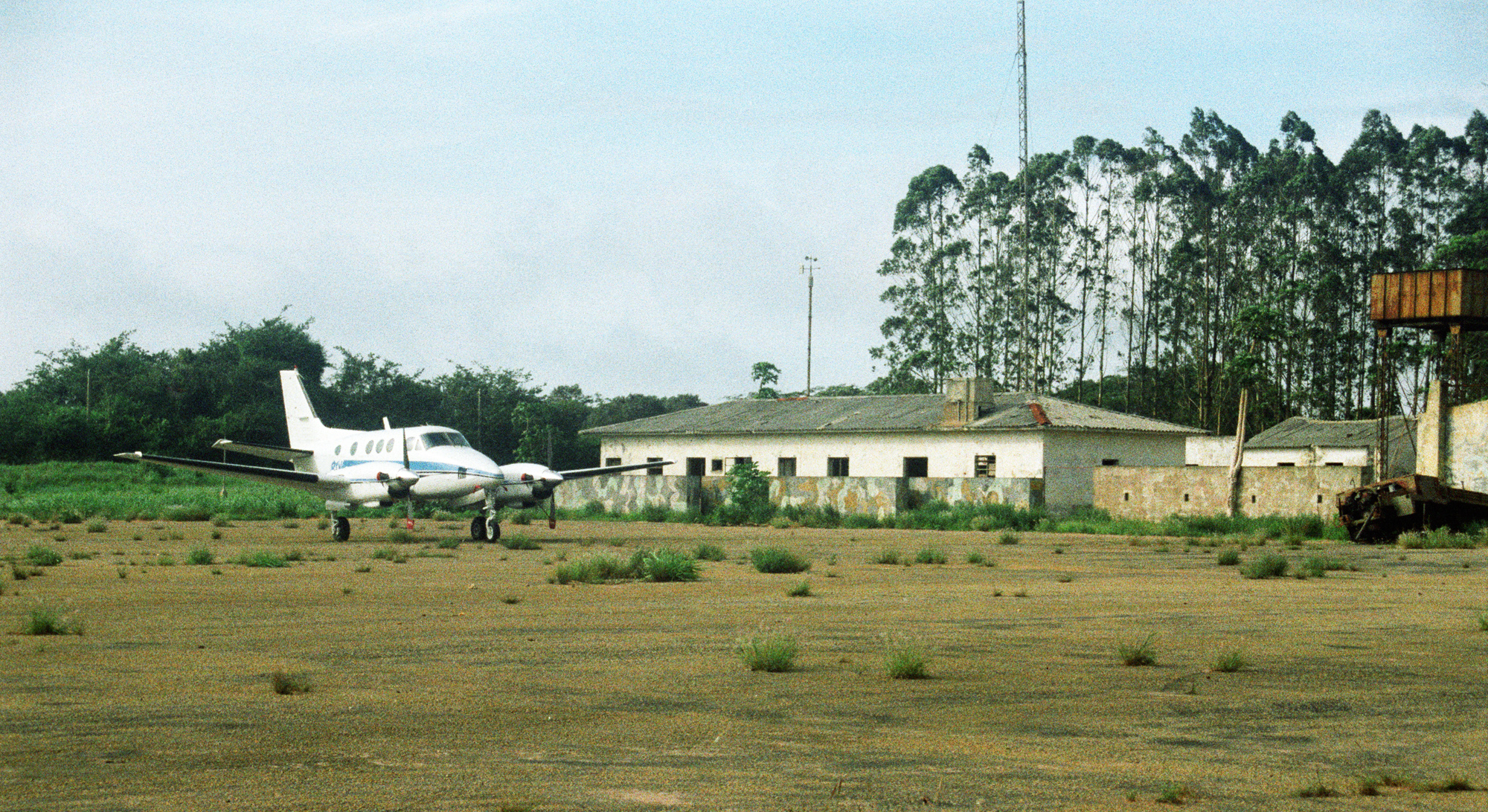
Flughafen von Mueda etwa 1995

1959/1960 forderten Vertreter der MANU (Mozambique African National Union = UNAM União Nacional Africana de Moçambique) vom lokalen Kolonialverwalter aufgrund der wirtschaftlichen Situation die Unabhängigkeit von Portugal. Der Kolonialverwalter beschied der Delegation, in sechs Monaten wiederzukommen, und verständigte den Provinzgouverneur über die Situation. Provinzgouverneur Teixeira da Silva bot am 16. Juni der versammelten Menge Verbesserungen wie beispielsweise Preissenkungen unter der Bedingung an, dass auf die Unabhängigkeitsforderung verzichtet werden würde. Als dies keinen Erfolg hatte, wurden die zwei anwesenden Vertreter der MANU festgenommen. Es kam zu Protesten der Bevölkerung, und der Gouverneur ließ mosambikanische Hilfspolizisten (nach anderen Angaben  portugiesische Soldaten) das Feuer auf die Menge eröffnen. Es sollen zwischen 16 und 600 Menschen dabei gestorben sein, letztere Zahl ist die heutige offizielle mosambikanische Geschichtsschreibung.
Das Massaker von Mueda beschleunigte die Entstehung einer nationalen Unabhängigkeitsbewegung, der Frente da Libertação de Moçambique (FRELIMO), die ab 1964 den bewaffneten Kampf aufnahm.
Das Massaker von Mueda gehört zu den Schlüsselmomenten des mosambikanischen Widerstandskampfes und ist dadurch Teil der mosambikanischen Geschichtsschreibung – vor allem forciert durch die Unabhängigkeitsbewegung und bis heute regierenden FRELIMO. Das Massaker wird bis heute als immanent wichtiges Ereignis in der kollektiven Erinnerung der mosambikanischen Gesellschaft zelebriert. Jedes Jahr legen mosambikanischen Politiker – üblicherweise der amtierende Staatspräsident – Kränze an einem Denkmal in der Stadt Mueda nieder. Die lokale Bevölkerung reinszeniert (Reenactment) die Vorfälle  aus dem Jahr 1960 anlässlich des Jahrestages.